# 路粋
路 粋（ろ すい、? - 建安19年（214年））は、中国後漢末期の人物。字は文蔚（ぶんうつ）。兗州陳留郡の人。『三国志』魏書王粲伝に引く『典略』に記載がある。

## 生涯
若い頃、蔡邕に師事した。初平年間に献帝のみくるまに随行して三輔に赴いた。
建安の初め、才能によって京兆の厳象とともに尚書郎に抜擢された。
のちに軍師祭酒になり、陳琳や阮瑀らとともに記室を担当した。
孔融に過ちがあったときに、路粋は曹操の命で上奏文を作った。曹操の意向で孔融を責めて罪に陥れた。この上奏文で孔融についてさまざまな事柄を語り、多くの言辞を用いた。孔融が処刑されたのち、人々は路粋が書いたものを見てその才能に感心し、同時に恐れないものはなかった。
建安19年（214年）、路粋は秘書令に転任。大軍につき従って漢中に行ったが、禁令に違反して驢馬を安く買い受けた罪で法に服した。曹丕はかねて路粋と仲が良かったため、路粋の死を聞くと嘆き愛惜した。
曹丕が帝位につくと、路粋の子を取り立てて長史に任命した。

## 評価
魚豢曰く「王粲・繁欽・阮瑀・陳琳・路粋といった諸人の文旨を見るに、どうして譬喩を引き類似の話を持ち出してうまく締めくくったいにしえの魯仲連・鄒陽といった連中に及ばないことがあろうか。現代の諸人が論じなかったことは、時代が違っていたからに過ぎない」、また「彼らがあまり用いられなかったのを不審に思い、大鴻臚卿の韋仲将に問うた。」
魚豢の疑問に韋仲将が答えて曰く「仲宣（王粲）は肥っていて馬鹿正直なのが欠点だ。休伯（繁欽）はまったく折目正しくない。元瑜（阮瑀）は虚弱なのが欠点だ。孔璋（陳琳）は実際粗雑すぎる。文蔚（路粋）は些か感情的になって無茶をする。彼らの欠点はただ各人のみが損をするだけでは済まないものがあった。出世しなかったのには相応の理由があったのだ。しかし、君子は一人に完全を要求しないものだ。おのおの、朱の漆のようにどっしりとしたものはないが、その光沢は非常に美しいものだ。」